# Șerban Celea
Șerban Celea (n. 10 iunie 1952 – d. 20 august 2020, București) a fost un actor român de film și de teatru. 

## Biografie
S-a născut pe 10 iunie 1952, la București. A absolvit Colegiul Sf. Sava și Institutul de Artă Teatrală și Cinematografică (azi UNATC), promoția 1975, la clasa profesoarei Sanda Manu, asistent Ștefan Velniciuc. A fost actor al Teatrului Dramatic George Bacovia din Bacău (1975-1976), al Teatrului Giulești (azi Odeon) între 1976-1979. Celea a mai lucrat ca actor la Teatrul de Comedie (1979-1994) și Teatrul Bulandra (1994-prezent).
A apărut în producții cinematografice românești în anii 1970 și anii 1980 și în producții cinematografice americane începând cu mijlocul anilor 1990. Celea a apărut mai mult în filme americane de groază și de acțiune lansate direct pe video, inclusiv Dracula III: Moștenirea (2005) , Witchouse II: Blood Coven (2000) și Inimă de dragon 3: Blestemul vrăjitorului (2015). El a apărut, de asemenea, în Jocul asasinilor (Assassination Games, 2011) cu Jean-Claude van Damme și Scott Adkins sau în Atac brutal (Attack Force, 2006) cu Steven Seagal,  Lisa Lovbrand și David Kennedy.
A fost voice-over la HBO România de la apariția postului, la 1 ianuarie 1998, până la decesul actorului.

## Filmografie
- Bufetul „La Senat” (1973, scurtmetraj)
- Tranzit (1977) - ca Piotr Kuzmin
- Moartea unui comis-voiajor (1977)
- Singur printre prieteni (1979)
- Sfîrșitul nopții (1983)
- Să mori rănit din dragoste de viață (1984)
- Teenage Space Vampires (1990) - ca Jonas
- Idolul și Ion Anapoda]] (1991, Teatru TV)[8]
- Nostradamus (1994) - ca Raoul
- Copiii nimănui (Nobody's Children, TV, 1994), regia David Wheatley
- Confesiune (1994)
- Stare de fapt (1995)
- Asfalt Tango (1996) - dublaj de voce
- Omul zilei (1997)
- Orașul în miniatură (The Shrunken City, 1998) - Construction Foreman, regia Ted Nicolaou
- Dușmanul dușmanului meu (Diplomatic Siege, 1999) - Col. Vasilescu
- Aliens in the Wild, Wild West (1999) - ca barman
- Orașul fantomă (Phantom Town, 1999) - Cowboy
- Retro Puppet Master (1999) - Tatăl
- Shapeshifter (1999) - ca Petrov
- Zack și sabia vrăjită (The Excalibur Kid1999) - ca Sir Ector
- Ceasornicarul (Clockmaker 1998) - ca Paznic
- Printul nopții (Dark Prince: The True Story of Dracula, 2000) - ca sol turc
- Witchouse II: Blood Coven (2000)
- Bad Blood (2001) - ca Ion Conteanu
- Marele jaf comunist (2004) - narator
- Dracula III: Moștenirea (2005)
- Frankenstein & the Werewolf Reborn! (2005) - ca funcționar
- Detonatorul (2006) - ca Beilic
- Gardă de corp (Second in Command, 2006) - ca președintele Iurii Amirev
- Atac brutal (Lovitură de maestru, Attack Force, 2006) Castel Film, regia Michael Keusch - ca Doctor
- Planeta răpitorilor (2007) - ca Bakewell
- Anaconda: Offspring (2008) - ca Profesor Kane
- Fetele marinarului (2008)
- Flu Bird Horror (2008) - ca Oscar Drake
- Ghouls (2008) - ca Dylan
- Barbarossa (2009)
- Made in Romania (2010) - ca Gheorghe Vladic
- Jocul asasinilor (2011) - ca Wilson Herrod
- Ursul (2013) - ca Omul Kaki
- Poarta Albă (2014)
- Dușmanul din umbră (2014) - ca dr. Iulian Cornel
- Filmul de la capătul lumii (2015)
- Inimă de dragon 3: Blestemul vrăjitorului (2015) - ca Sir Wulfric
- Fructul oprit (2018-2019)

## Teatru
- O familie îndoliată (1978, de Branislav Nușici, regia Letiția Popa) - ca Doctor Petrovici[9]
- Oblomov de Ivan Goncearov[10]
- Anatomie Titus Căderea Romei de Heiner Müller
- Nevestele vesele din Windsor de William Shakespeare
- Elizaveta Bam de Irinel Anghel
- Fetele Didinei de Victor Eftimiu (1986, teatru radiofonic)[11]

## Decesul
Actorul Șerban Celea, a murit la 68 de ani.